# Palais Rohan (Bordeaux)
Pour les articles homonymes, voir Châteaux et palais des Rohan et Palais Rohan (Strasbourg).
Le palais Rohan est un palais bordelais construit pour l'archevêque Ferdinand-Maximilien-Mériadec, prince de Rohan, entre 1771 et 1784. 
Hôtel de l’Archevêché jusqu’à la Révolution, puis siège du tribunal révolutionnaire en 1791, hôtel de la préfecture en 1800, palais impérial de Napoléon Ier en 1808 et palais royal en 1815 sous Louis XVIII, le palais Rohan devient hôtel de ville en 1835.

## Histoire

### Hôtel de l'Archevêque
Devenu archevêque de Bordeaux en 1769, Ferdinand Maximilien Mériadec de Rohan-Guéméné entreprend la reconstruction complète du vieil archevêché qui, dès le Moyen Âge, occupait l’angle nord-ouest de la cathédrale Saint-André (comme Armand de Rohan-Soubise pour le palais des Rohan de Strasbourg). 
Dès 1771, c’est à l’ingénieur Joseph Étienne, nouvellement arrivé de Paris, qu’est confiée l’étude du palais et des lotissements. Il fait le projet d’un grand ensemble comportant un bâtiment principal à trois niveaux, à l’arrière d’une grande cour. 
La vente des terrains autour de l’archevêché (actuel quartier Mériadeck), et les revenus du diocèse, doivent permettre de financer sa construction (plus de 2 millions de livres = 22 millions d'euros actuels). Mécontent de Joseph Étienne, l’archevêque le remplace par Richard-François Bonfin, architecte de la ville et auteur de la fontaine de la Grave, qui termine les travaux avec l’entrepreneur René Poirier. Alors que les frais de la construction ne cessent de croître, l’archevêque est contraint d’engager sa propre fortune.
En 1781, Ferdinand Maximilien Mériadec laisse sa place d'archevêque à Jérôme Champion de Cicé. Le palais n'est achevé que 3 ans plus tard, en 1784.

### Tribunal révolutionnaire et préfecture
Dans ce palais siègent, dès 1791, le nouveau Conseil général du département, ainsi que le Tribunal révolutionnaire. En 1800, c'est l'administration préfectorale et le nouveau préfet Antoine Claire Thibaudeau qui s'y installent car le Premier Consul exige que son représentant soit dignement logé.

### Palais impérial puis palais royal
L’un de ses successeurs, Charles Delacroix, « père officiel » du célèbre peintre Eugène Delacroix, y décède et, en 1808, Napoléon Ier, autoproclamé empereur des Français depuis 1804, s’y installe. Par conséquent, le bâtiment devient temporairement palais impérial, la préfecture étant transférée dans l’ancien hôtel de Saige. Moins de sept ans plus tard, avec la Restauration de la monarchie en 1815, le drapeau blanc flotte sur le palais cette fois devenu royal. 
La duchesse d’Angoulême y réside quatre mois en 1823 et, en 1828, c’est la duchesse de Berry qui en est l’hôte quand elle inaugure le nouvel hôpital Saint-André et pose la première pierre des colonnes rostrales. 

### Hôtel de ville depuis 1835

#### Échange de bâtiments
Le palais royal redevient propriété de l’État en 1832. L'année suivante, il propose à la ville d'échanger le Palais Rohan contre l'hôtel de ville (celui de l’époque, accolé à la Grosse cloche qui en est le beffroi), que le ministre de la Guerre veut aménager en caserne. Sinon le palais abritera la garnison. Les tractations seront longues. Il faut attendre 1835 pour que l’échange soit officialisé et le 1er janvier 1836, le maire Joseph-Thomas Brun s’installe dans l'ancien palais royal. Depuis, la ville siège en continu dans le bâtiment.

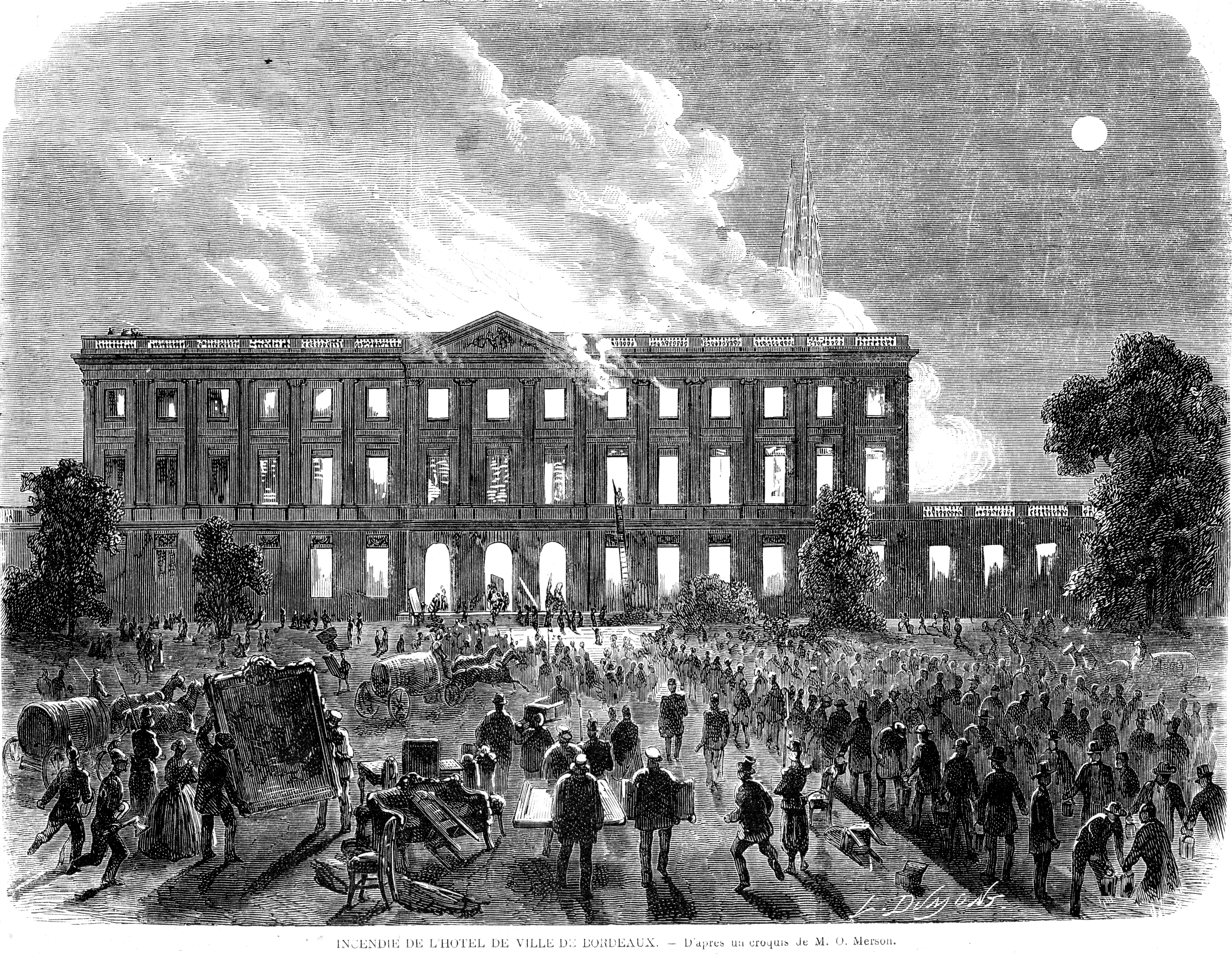
Incendie de l'hôtel de ville, le 13 juin 1862 (L'Illustration, 1862).

En 1839, le nouveau maire David Johnston y reçoit le fils aîné du roi des Français Louis-Philippe Ier, Ferdinand-Philippe, duc d’Orléans qui, en compagnie de son épouse, inaugure la première pierre de la gare du chemin de fer de Bordeaux à La Teste. 
  

#### Le grand incendie de 1862
Le 13 juin 1862, l'hôtel de ville a été sévèrement endommagé par un incendie. Les archives municipales ont été perdues, mais la plus grande partie de la collection de peintures a pu être sauvée. 

#### Construction des ailes du musée des beaux-arts
En 1880 deux ailes sont construites par Charles Burguet de chaque côté du jardin, pour abriter le Musée des beaux-arts. 
Dans l'ancienne salle des tribunaux civils et militaires, la ville installe en 1889 le conseil municipal. Le décor de boiseries date de cette époque.

#### Attentat à la bombe en 1996
Dans la nuit du 5 au 6 octobre 1996, alors qu'Alain Juppé est Premier ministre et maire de Bordeaux, une bombe explose sous les fenêtres du cabinet du maire, côté du jardin. L'attentat est revendiqué dès le lendemain par le groupe corse FLNC Canal historique. L'explosion endommage le rez-de-chaussée de l'hôtel de ville, mais ne fait aucune victime.

#### Incendie de la porte cochère en 2023
Dans la soirée du 23 mars 2023, importante journée de mobilisation contre la réforme des retraites proposée par le gouvernement Borne, des individus parviennent à mettre le feu à la porte cochère de la cour d'honneur,. Le feu dure une quinzaine de minutes avant d'être éteint par les pompiers. Le préjudice est estimé à près de 3 millions d'euros pour la mairie.
Une vidéo tournée au moment de l'incendie sème le trouble, des slogans pouvant être attribués à l'extrême droite étant entendus. Le média local Rue89 s'interroge alors le soir même sur l'implication de militants d'ultradroite très actifs dans la ville durant cette période, d'autant que la mairie de Talence et le domicile du sénateur Alain Cazabonne sont tagués par le groupuscule "Action directe nationaliste" durant la nuit du 23 au 24 mars,,. Sur la résidence du sénateur est notamment inscrit "Vive le feu". 4 jours plus tard, l'hôtel de police de Bordeaux et la gendarmerie de la Gironde sont à leur tour vandalisés, l'inscription "On a pas peur" étant retrouvée sur leurs façades. Néanmoins, l'enquête de police démontre rapidement l'absence de liens entre l'extrême droite et l'incendie de la porte cochère tandis que Rue89 publie un article reniant leur hypothèse de départ et attribuant l'incendie à des "black blocs" d'extrême gauche,.
En mars 2024, six personnes sont condamnées à des peines allant jusqu'à 6 ans de prison ferme pour l'incendie de la porte cochère. Deux d'entre elles sont sans-abri et quatre ont déjà un casier judiciaire, certaines sont des militantes d'extrême gauche,. 

#### Installation d'une nouvelle porte cochère en 2024
La restauration de la porte étant impossible du fait de l'étendue des dégâts, la mairie de Bordeaux lance une consultation en ligne fin 2023 sur les solutions à apporter : installer une nouvelle porte identique à l'ancienne ou opter pour une création contemporaine. 75% des votants choisissent la première option, et la consultation est considérée comme un succès par le maire de la ville. Après des travaux de restauration des pierres d'encadrement, l'installation de la nouvelle porte est prévue pour automne 2024,. Le coût total des travaux est estimé à 500 000 euros.

## Architecture et décoration
Cet ensemble est réalisé dans un style néoclassique monumental, sobre et équilibré. Il reprend la configuration des hôtels particulier « entre cour et jardin ».

### L'extérieur
Le palais est constitué d’un vaste corps de logis flanqué à l'avant de deux ailes basses en retour d’équerre qui le relient à une colonnade. La cour carrée ainsi délimitée est fermée par un portique d’ordre ionique à arcades ouvert côté rue, au centre duquel s’ouvre un portail monumental. Scandé par des colonnes, ce mur de clôture offre au premier abord un décor d’arcatures qui n’est pas sans rappeler les modèles proposés vers 1770 par l’architecte parisien Jean-François de Neufforge (en). De part et d'autre du portail d'entrée se trouvent deux niches dans lesquelles étaient prévues des statues de Deschamps, La Ville de Bordeaux et La Religion (maquettes conservées au Musée des Arts décoratifs). Elles sont aujourd'hui occupées par Le Génie du commerce et de l'industrie et par Le Génie des sciences et des arts, œuvres du sculpteur Edmond-Sébastien Prévot (1869).
Dans le fond de la cour, la façade principale, plate et animée d’un avant-corps central, s’impose par sa rigueur et son austérité. Dans le tympan du fronton en arc segmentaire, une horloge a remplacé en 1871, le bas-relief représentant La sagesse évangélique, réalisé par Barthélemy Cabirol, et détruit à la Révolution. 
La façade postérieure, presque semblable à l'exception du fronton, donne sur le jardin et est prolongée par deux pavillons bas à balustres dont les baies sont surmontées de guirlandes. Son fronton a lui conservé la sculpture de Cabirol représentant La Libéralité.

Cette sècheresse dans les lignes et la composition s’explique par la présence de Victor Louis à Bordeaux, qui à la même époque édifiait le Grand Théâtre.

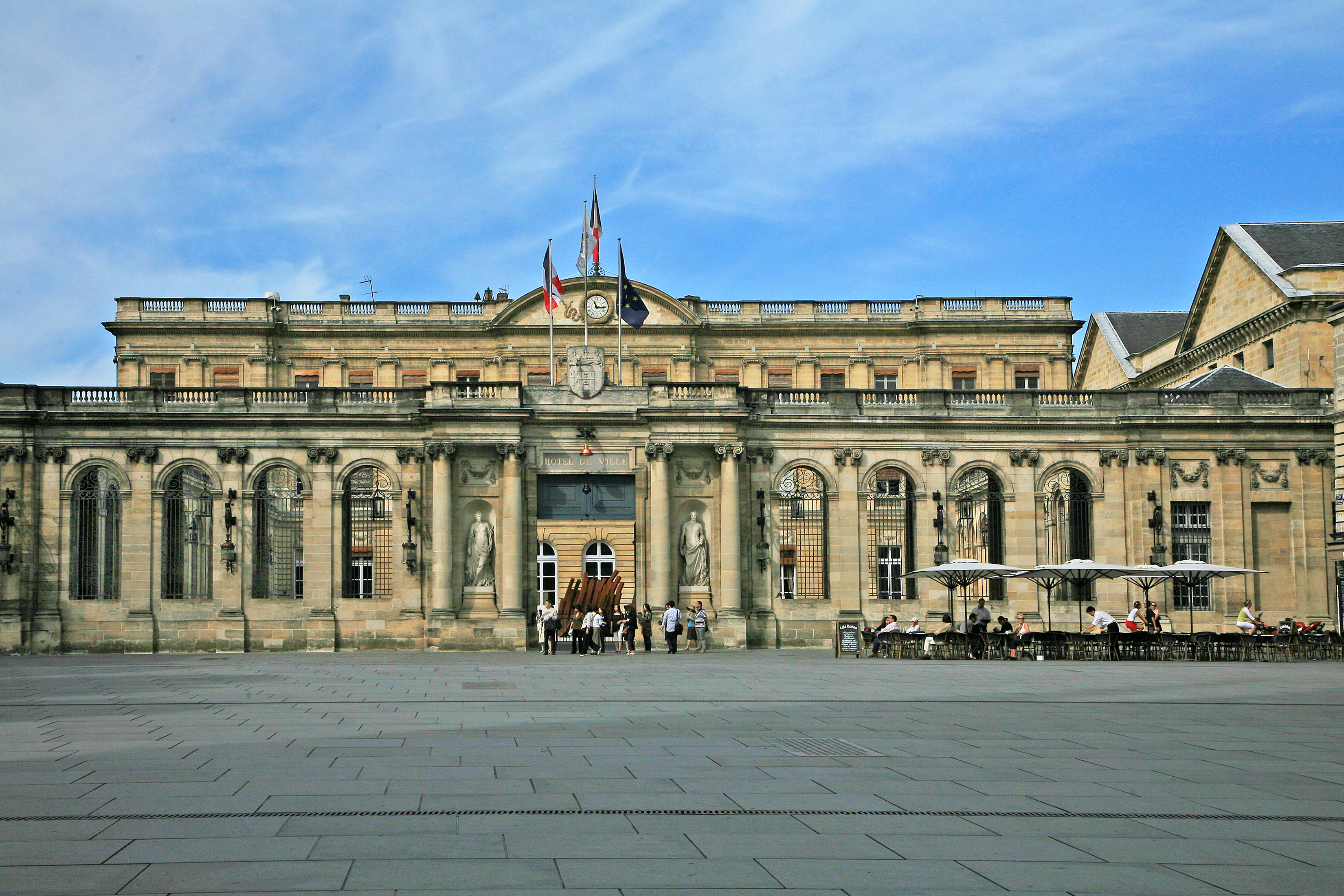
Entrée de la cour d'honneur donnant sur la place Pey-Berland.
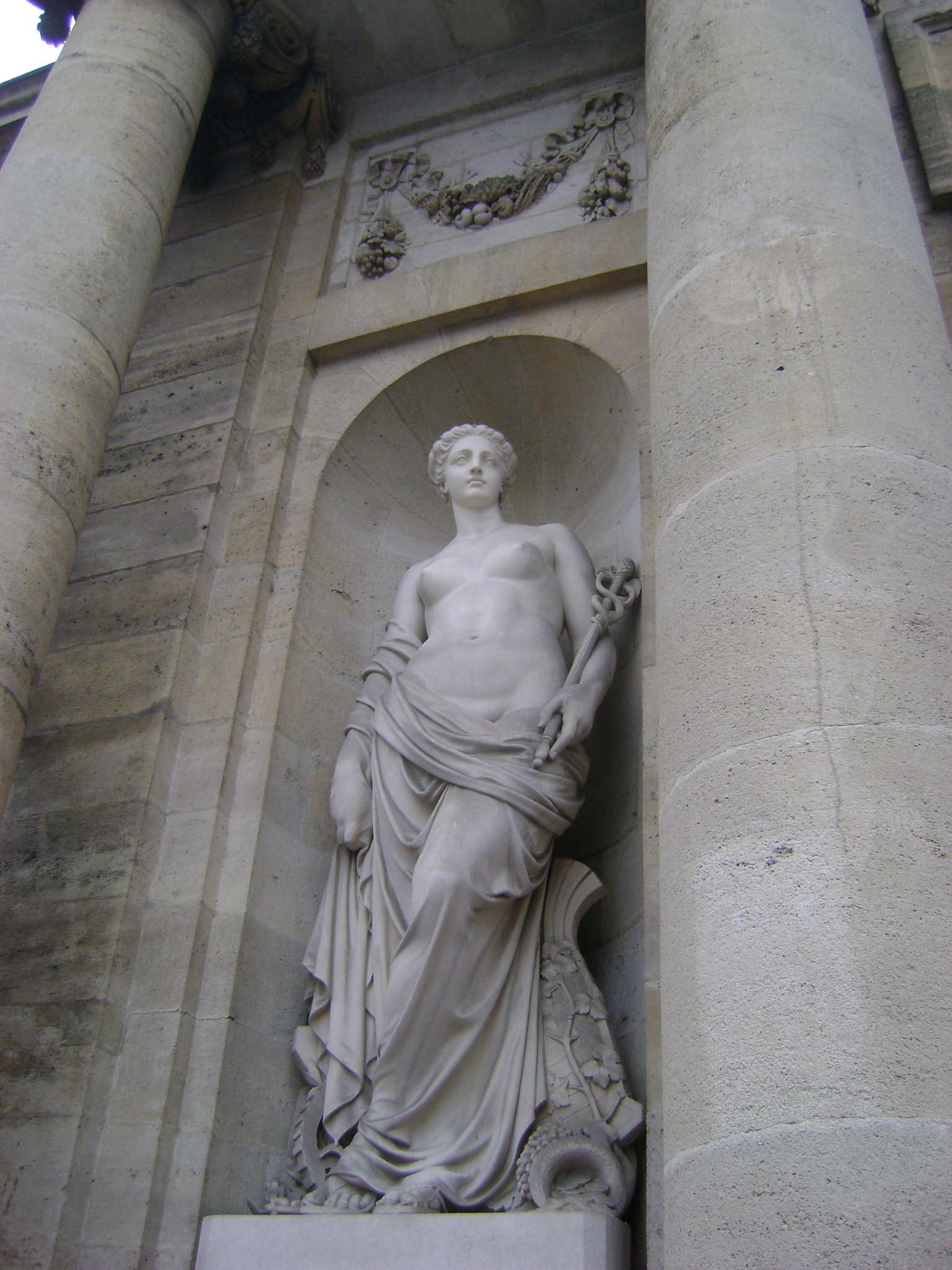
Le Génie du commerce et de l'industrie.
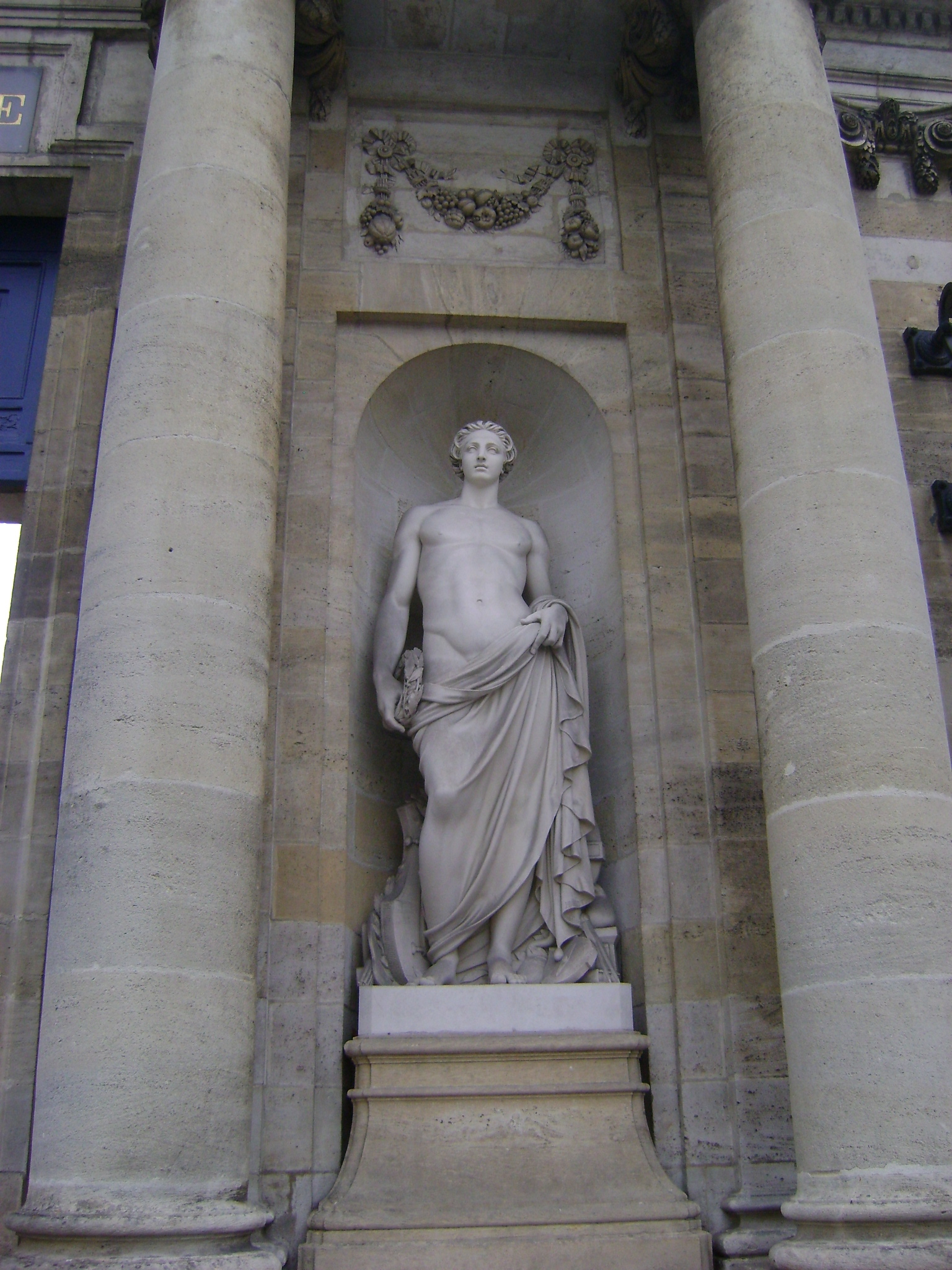
Le Génie des sciences et des arts.
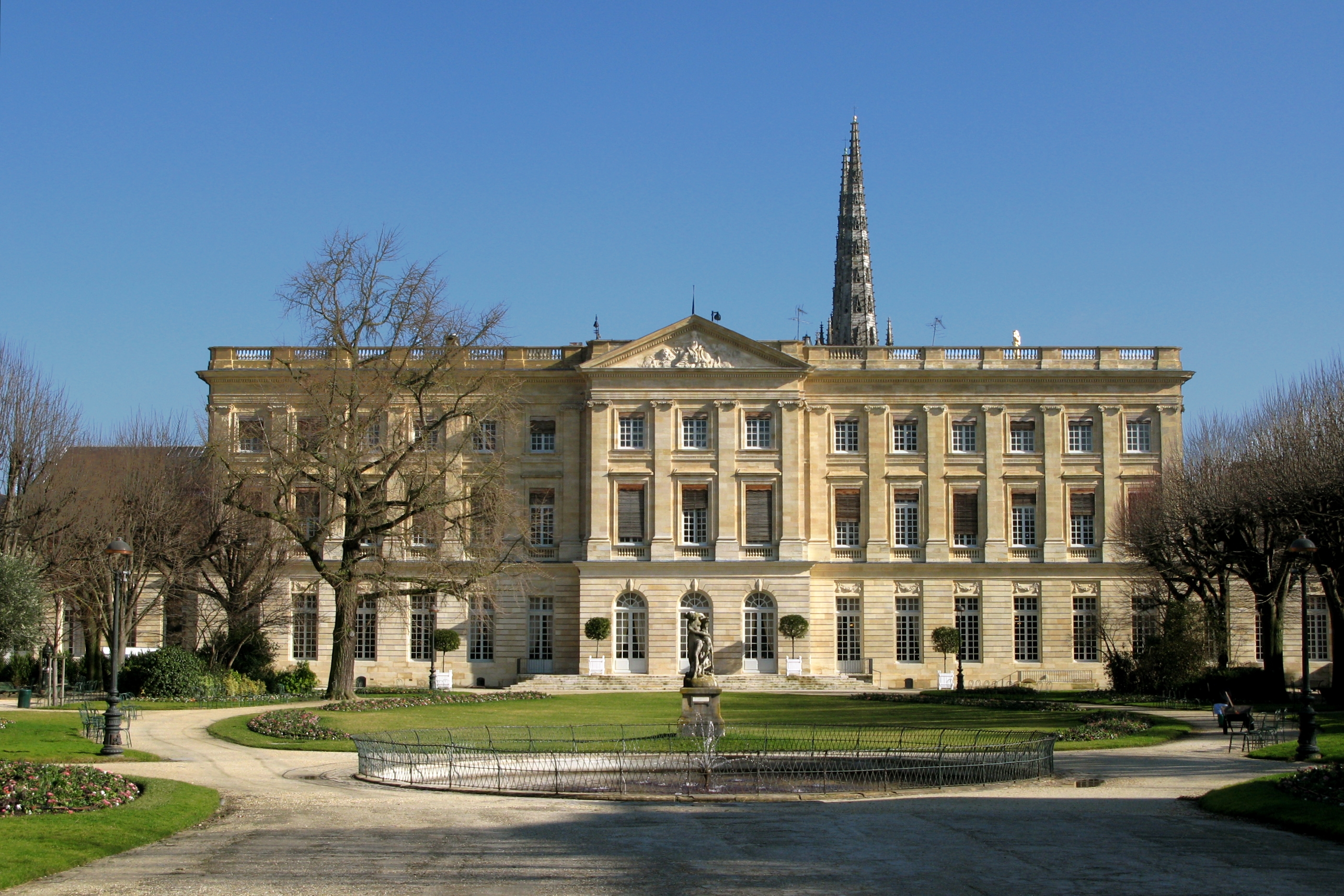
Façade donnant sur le jardin.

### L'intérieur
À l’intérieur, des salons aux lambris de style Louis XVI en boiseries de tilleul sont décorés de motifs végétaux réalisés par le sculpteur Barthélemy Cabirol.
La salle à manger dite de l’archevêque propose un décor en trompe-l’œil dans le goût pompéien. Elle fut décorée en 1783-84 par le peintre Giovanni Antonio Berinzago. On raconte que c’est dans cette pièce que le jeune Eugène Delacroix, alors fils du préfet, regardant restaurées par Pierre Lacour les peintures de Berinzago en 1802, découvrit sa vocation. 
Un autre décor dans le goût de la Renaissance antiquisante traduit bien le raffinement des intérieurs bordelais de cette époque. L’escalier d’honneur monumental (dessiné par Bonfin), situé au rez-de-chaussée du corps de logis, est considéré comme un des chefs-d’œuvre de stéréotomie française. 
Deux incendies en 1862 et 1870 ont peu affecté les extérieurs, mais ont modifié la distribution et les décors intérieurs. 
La salle du conseil municipal fut aménagée en 1889. Elle est caractéristique de l’architecture officielle de la IIIe République.

Il est inscrit à l’Inventaire des Monuments historiques.

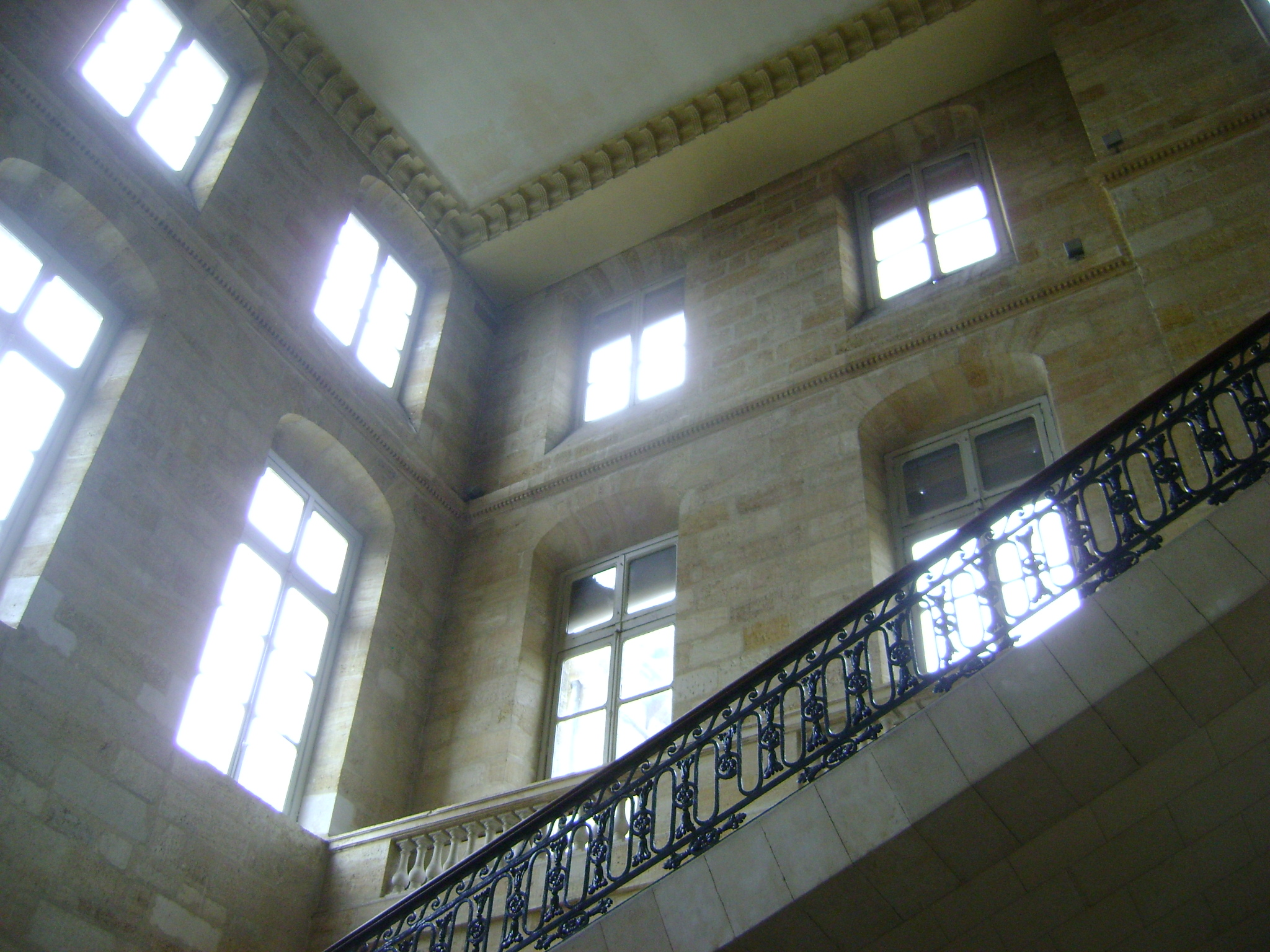
Dégagement autour de l'escalier d'honneur.
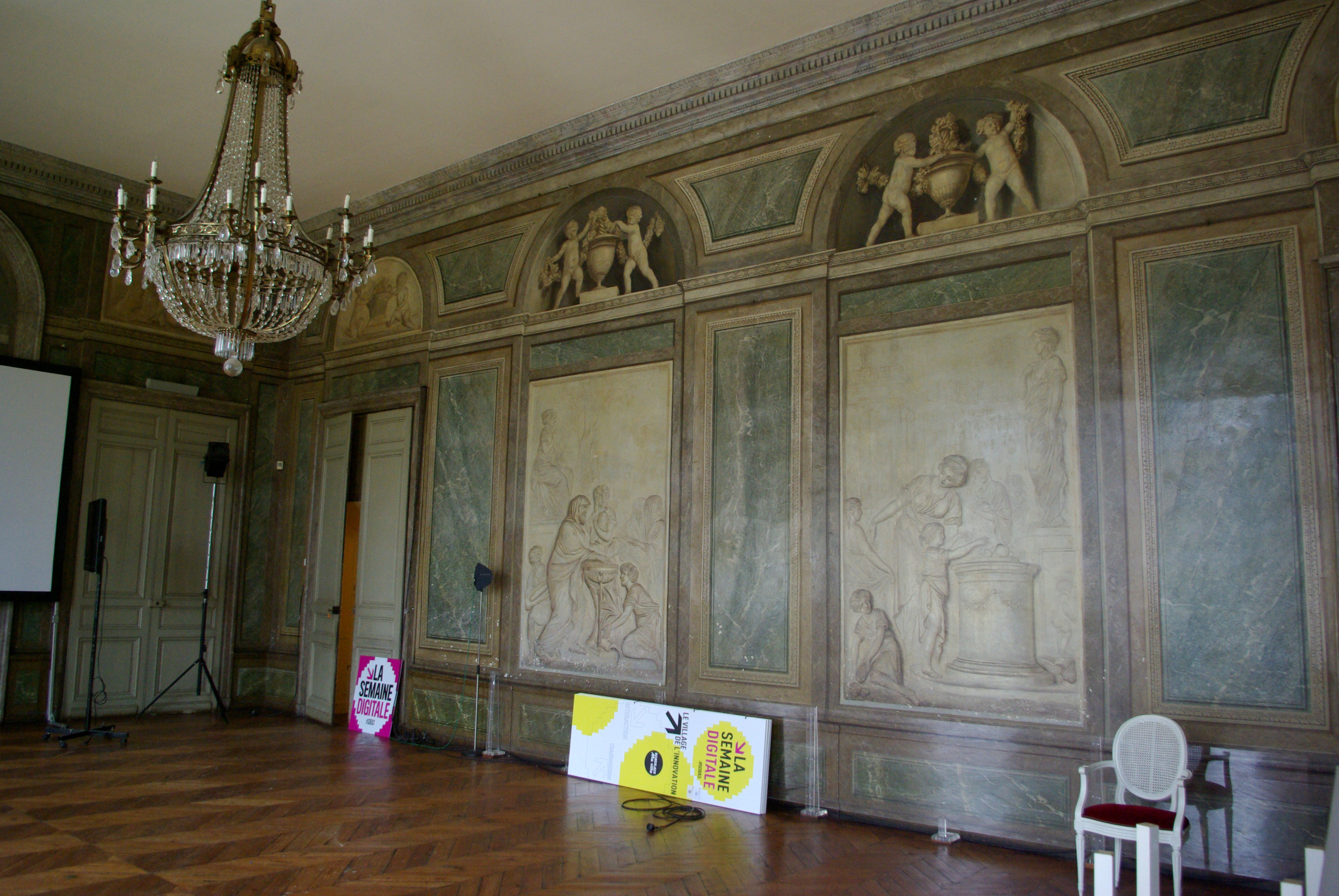
Un salon au rez-de-chaussée.
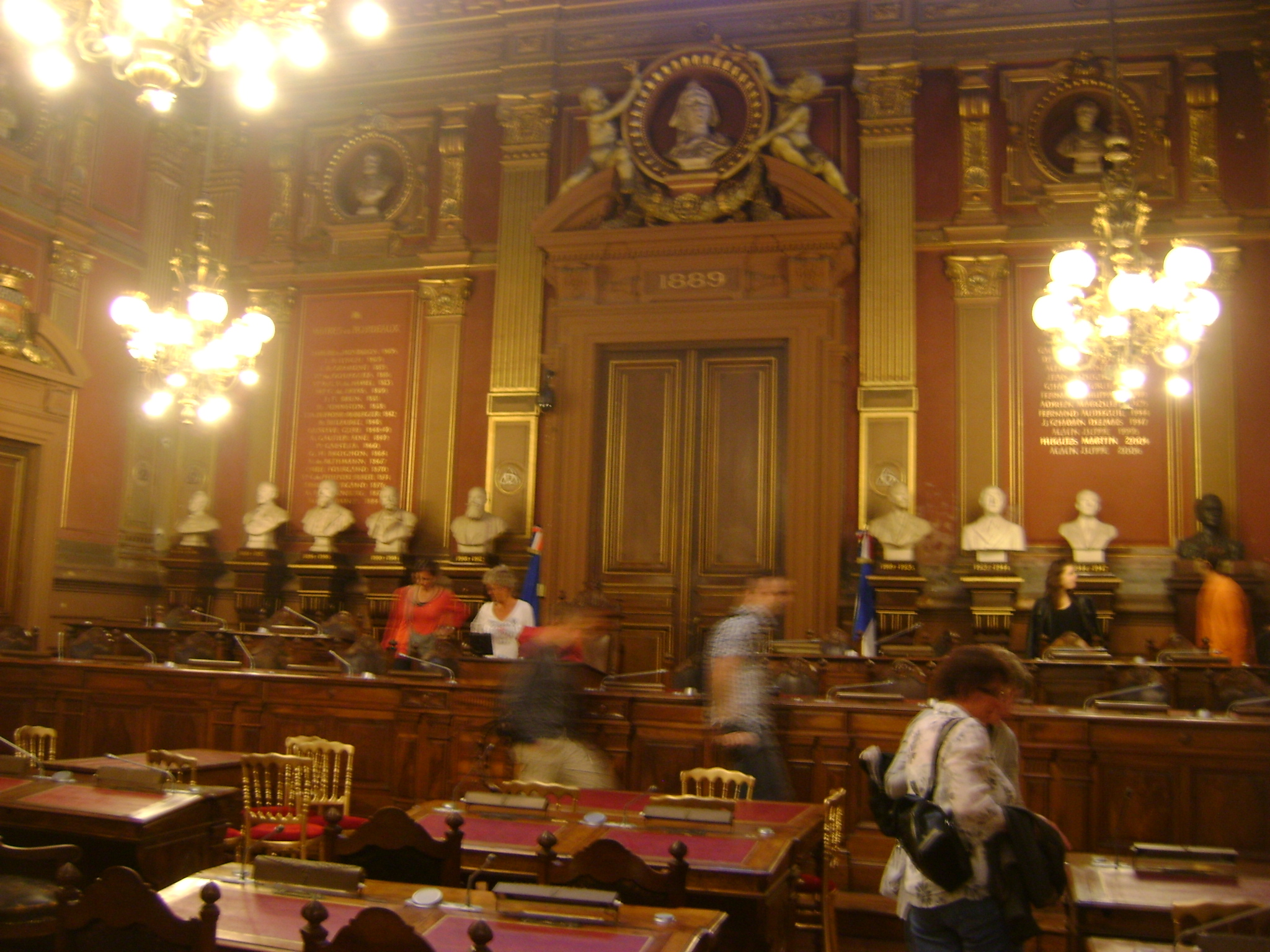
Salle du conseil.

### Le jardin
À l'arrière du palais, un premier jardin avait été tracé en 1777-1778 sur un plan régulier à la française. Dès 1783, l'archevêque Champion de Cicé le fait mettre à la nouvelle mode anglaise. La Révolution le transforme ensuite en jardin botanique. Après plusieurs remaniements, il ne prend son aspect actuel qu'en 1880 avec la construction, de chaque côté du jardin, de deux galeries pour abriter le Musée des beaux-arts. Ces deux ailes sont l’œuvre de l'architecte Charles Burguet. 
La grille monumentale, mise en place en 1879, a été réalisée par Marius Faget dans l'esprit du XVIIIe siècle. 
Ce jardin contient aussi une fontaine Wallace et plusieurs œuvres d'art remarquables, parmi lesquelles L'apôtre de Raoul Larche, et la Nymphe de Diane de Jules Rispal. 

Le 2 décembre 2019, à l’occasion de la journée internationale de l’abolition de l’esclavage, la mairie inaugure la sculpture Strange Fruit de l’artiste Sandrine Plante-Rougeol. Avec cet arbre de résine et métal, elle a voulu évoquer le déracinement et le nouvel enracinement des populations déportées par le commerce triangulaire, dans lequel Bordeaux a pris une part importante. Les trois personnages représentent trois émotions : la colère, la peur et l’abandon. Le nom de l’œuvre rappelle aussi le titre du poème Strange Fruit, chanté par Billie Holiday en 1939, qui fait référence au corps d'un noir pendu à un arbre, afin de dénoncer les lynchages dans le sud des Etats-Unis. 

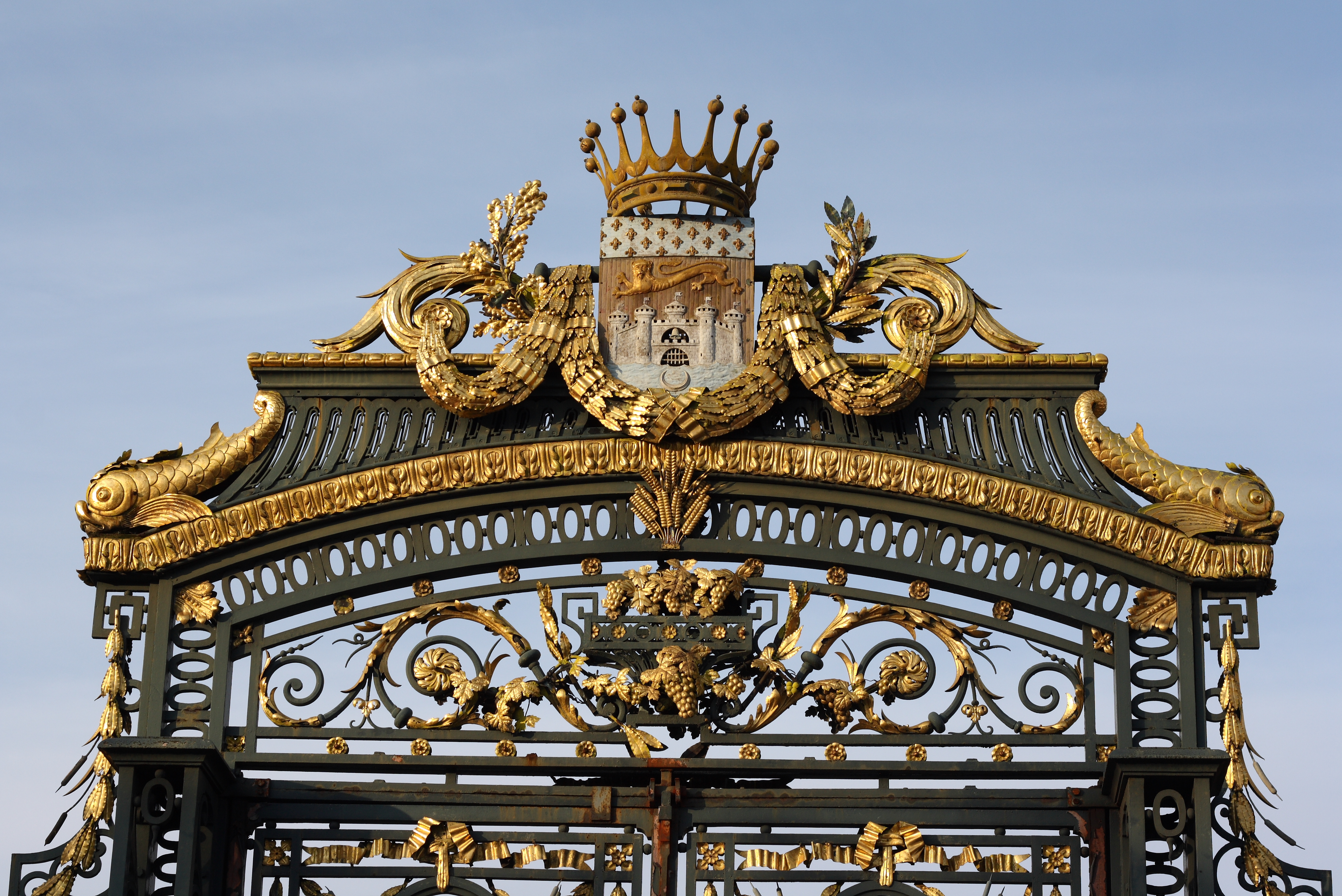
Armoiries de Bordeaux, sur le portail d'entrée du jardin.
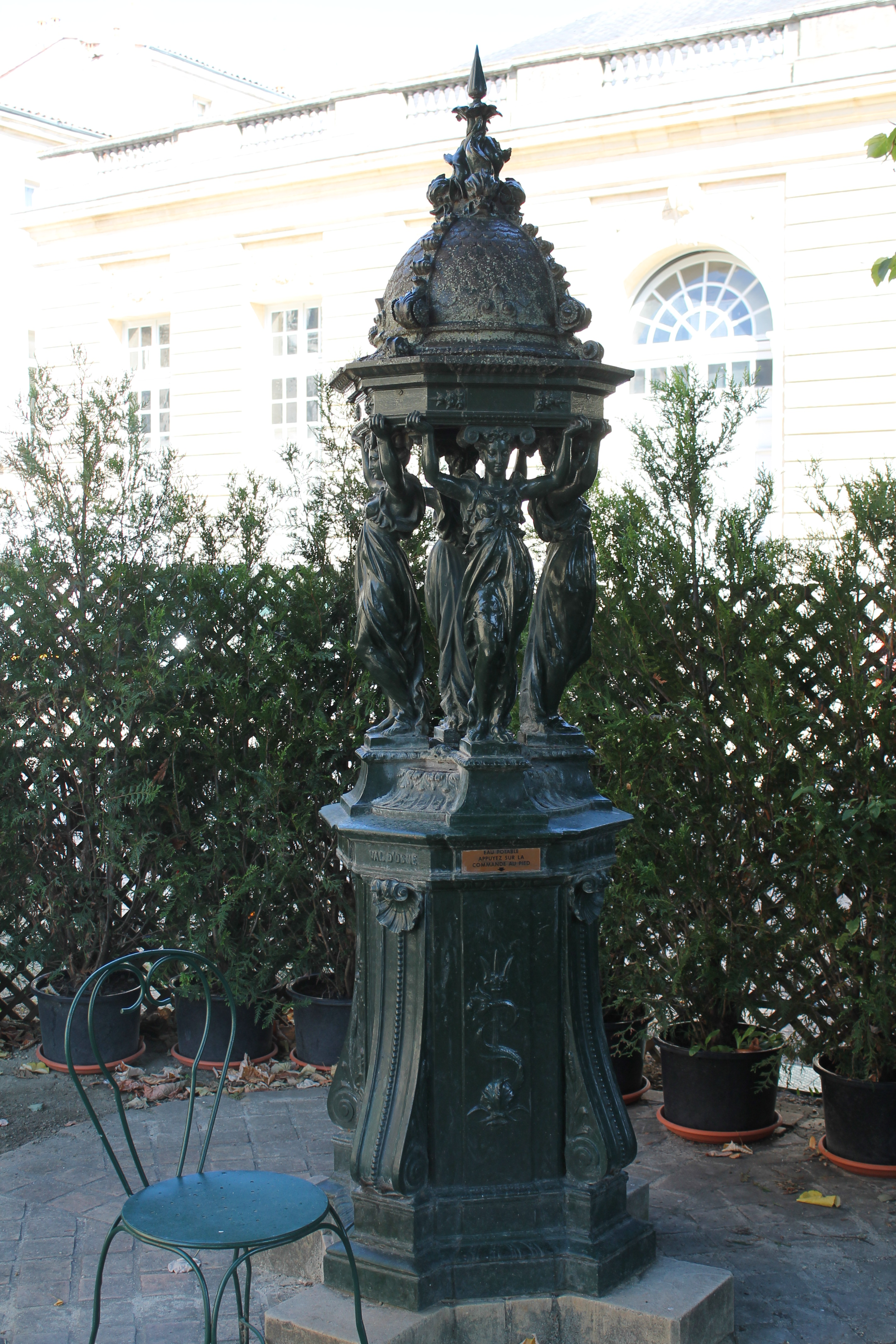
Fontaine Wallace.
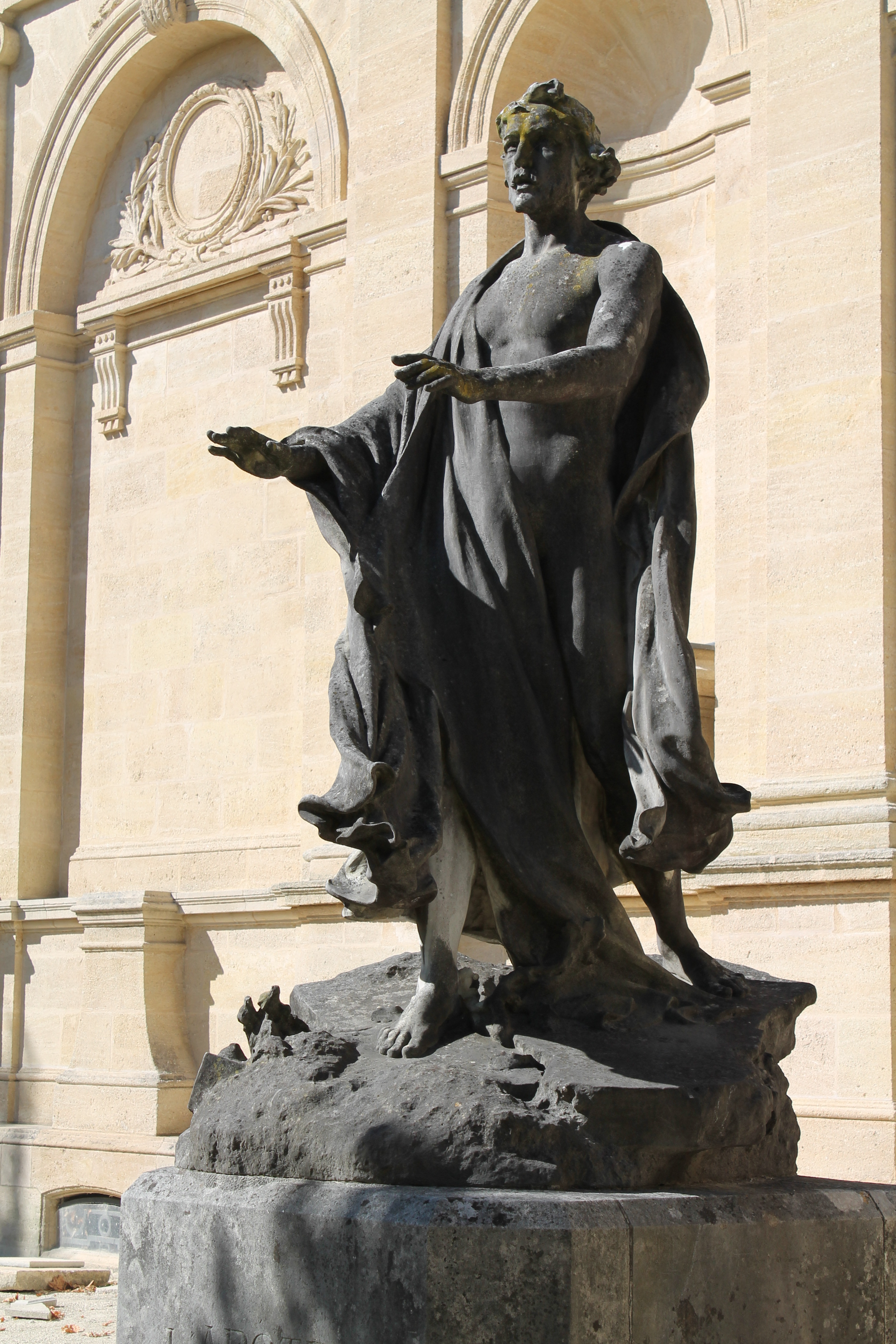
Sculpture l'Apôtre.
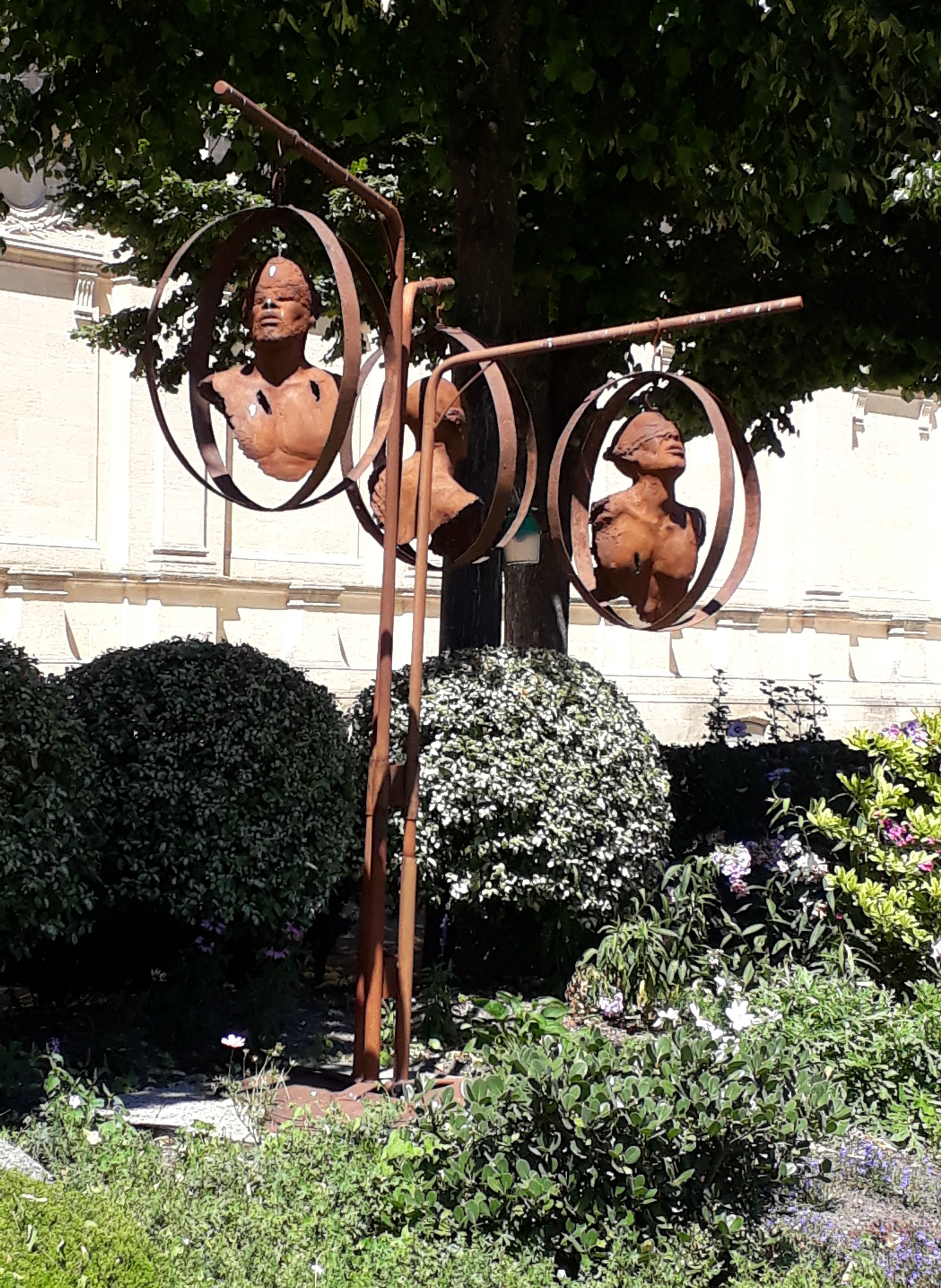
Sculpture Strange Fruit.

## Protection du monument historique
Le palais bénéficie d'une double protection au titre des monuments historiques : une inscription depuis le 24 mars 1997 pour le palais avec sa cour d'honneur, et d'un classement depuis le 14 novembre 1997 pour les façades et les toitures de l'ensemble des bâtiments et diverses pièces du rez-de-chaussée.

## Transports en commun
Ce site est desservi par les lignes A et B du tramway de Bordeaux : station Hôtel de Ville